# Slabčice
Slabčice är en ort i Tjeckien.   Den ligger i regionen Södra Böhmen, i den centrala delen av landet, 80 km söder om huvudstaden Prag. Slabčice ligger 440 meter över havet och antalet invånare är 310.
Terrängen runt Slabčice är huvudsakligen platt, men åt sydväst är den kuperad. Runt Slabčice är det ganska glesbefolkat, med 30 invånare per kvadratkilometer. Närmaste större samhälle är Písek, 13,9 km väster om Slabčice. I omgivningarna runt Slabčice växer i huvudsak blandskog.